# Spitzhorn (Berner Alpen)
Das Spitzhorn ist ein 2807 m ü. M. hoher Berggipfel der westlichen Berner Alpen in der Schweiz.
Das Spitzhorn liegt im Nordwesten der Wildhorngruppe. Der Aufstieg im Schwierigkeitsgrad T5 führt über viel Geröll und erfordert Vorsicht und Trittsicherheit.